# (38293) 1999 RK85
1999 RK85 (asteroide 38293) é um asteroide da cintura principal. Possui uma excentricidade de 0.10176920 e uma inclinação de 3.44769º.
Este asteroide foi descoberto no dia 7 de setembro de 1999 por LINEAR em Socorro.